# 開羅地鐵
開羅地鐵（阿拉伯语：‎）是埃及首都開羅的軌道交通系統，是阿拉伯世界和非洲第一個啟用的地鐵。开罗地铁于1987年开始运营。截止至2022年，开罗地铁系统有84座地铁站，总长100.1公里。現時運營中的路線有1號線，2號線及3號線。

## 歷史

### 背景

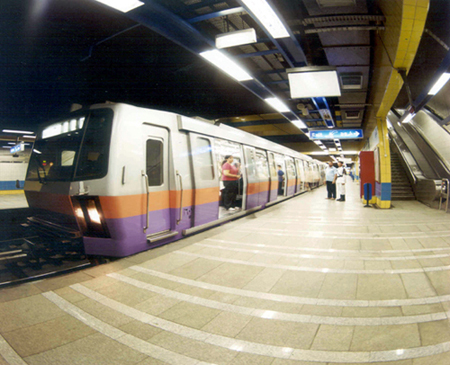
開羅地鐵2號線

作為非洲和阿拉伯世界人口最多及最稠密的城市，開羅對地鐵的需求一直很大。1987年，開羅人口已達1000萬，且每天從市郊通勤另有約200萬人。開羅公共交通的容量在地鐵啟用後從每小時2萬人提升至6萬人。

## 概况
路線使用標準軌距（1,435 mm），營運單位為埃及國家隧道局。每班列車的第4节和第5节车厢設为女性專用車廂（21点后男性可以进入第5节车厢），站台上有蓝色的标志标明女性专用车厢位置。同时，女性仍然可以自由地进入其余车厢。该项措施实施目的是为了防止女性遭到性骚扰。

### 运营时间
非斋月期间运营时间为早上5时至凌晨1时，斋月期间地铁服务延至凌晨2时，其餘時間用作維修。

### 票价
开罗地铁施行分段票价制度，并于2024年1月1日起进行了新一轮涨价。当前，普通单程票票价如下：乘坐1~9站6埃镑；乘坐10~16站8埃镑；乘坐17~23站12埃镑；乘坐24站及以上15埃镑。残障人士票价固定为单程票0.5埃镑，不受乘坐站数的限制。地铁站内售票窗口和自助售票机另有发售可反复充值的地铁储值卡，发卡费25埃镑。

## 路线
| 路线  | 起止车站                                | 开通时间 | 延伸段 开通时间 | 运营长度（千米） | 车站数 |
| ----- | --------------------------------------- | -------- | --------------- | ---------------- | ------ |
| 1号线 | 赫勒万－邁爾季                          | 1987     | 1989            | 44.3             | 35     |
| 2号线 | 舒卜拉海邁－穆尼卜                      | 1996     | 2005            | 21.6             | 20     |
| 3号线 | 开罗大学/饶德·法拉智枢纽－阿德里·曼蘇爾 | 2012     | 2024            | 34.2             | 34     |
| 合计: | 合计:                                   | 合计:    | 合计:           | 100.1            | 84     |

### 1号线
1號線是系統裏歷史最悠久的路線，首段29公里的鐵路於1987年通車。現時全長44.3公里，合共有35座车站。所有列車为9节编组，最高运营时速为80公里每小时，均沒有空調設備，車輛製造商日本近畿車輛。该路线高峰期最小间隔为3.5-4分钟，设计单向高峰小时最大断面客流量为60,000人次。

### 2号线
2号线是开罗第二条地铁路线，总长21.6公里，其中地下段长13公里，设有12个地下站和8个地上站。2号线大多采用盾构法施工，路线北段靠近舒卜拉海邁采用高架方式敷设，出地段采用明挖顺填法施工。线路采用第三轨供电，信号提供商为阿尔卡特公司。

### 3号线
3号线，也称绿线（The Green Line）。现时开通了饶德·法拉智枢纽至阿德里·曼蘇爾段以及由奇特·卡特站引出的开罗大学支线段，连接开罗国际机场的支线尚在建设中。路线下穿两条尼罗河的支流，总长约30公里，大多采用盾构法敷设，现共分四期实施。第一期线路为阿塔巴站至阿巴西亞站，长4.3公里，设有5个车站，于2012年2月21日通车。阿巴西亞站至阿赫拉姆段为第二期线路，於2014年5月7日由总统阿德利·曼苏尔亲自宣布开通，延伸段长7.7公里，设有4个车站。
4-1期於2019年6月15日開通，正好趕上2019年非洲國家盃。4-2期於2020年8月16日開通。因2011年埃及革命推遲的第三期线路第一階段於2022年10月5日開通。2024年年初开通了奇特·卡特至饶德·法拉智枢纽和开罗大学段。目前3号线总长34.2公里，设有34站。